# Хайнрих XXXII (Шварцбург)
Хайнрих XXXII фон Шварцбург (на немски: Heinrich XXXII von Schwarzburg-Rudolstadt; * 23 март 1499; † 2 юли 1538 в Арнщат) от род Шварцбурги е граф на Шварцбург-Бланкенбург-Рудолщат (1521 – 1538), господар na Рудолщат (1527) и Арнщат (1531).
Той е син на граф Гюнтер XXXIV фон Шварцбург-Арнщат-Бланкенбург († 1531) и съпругата му графиня Амалия фон Мансфелд († 1517), дъщеря на граф Фолрад III фон Мансфелд-Рамелбург († 1499) и графиня Маргарета фон Хонщайн-Фирраден († 1508). Внук е по баща на граф Хайнрих XXVI фон Шварцбург-Зондерсхаузен-Бланкенбург (1418 – 1488), господар на Арнщат и Зондерсхаузен, и принцеса Елизабет фон Клеве (1420 – 1488). По-малък брат е на Отилия фон Шварцбург-Бланкенбург (1495 – 1541), омъжена на 7 юни 1523 г. за Карл I Шенк фон Лимпург-Шпекфелд (1498 – 1558), и на Анна фон Шварцбург-Бланкенбург (1497 – 1546), омъжена 17 юни 1516 г. за граф Йохан V фон Изенбург-Бюдинген-Бирщайн (1476 – 1533).

## Фамилия
Хайнрих XXXII фон Шварцбург се жени на 14 ноември 1524 г. за графиня Катарина фон Хенеберг-Шлойзинген (* 1509; † 7 ноември 1567), дъщеря на граф Вилхелм VI (VI) фон Хенеберг-Шлойзинген (1478 – 1559) и съпругата му маркграфиня Анастасия фон Бранденбург (1478 – 1557), дъщеря на курфюрст Албрехт III Архилес фон Бранденбург фон Хоенцолерн. Те имат децата:
- Анастасия Гунтера (1526 – 1570), омъжена на 6 юли 1546 г. за граф Волрад II фон Валдек-Айзенберг (1509 – 1578)
- Хайнрих Вилхелм († 1527)
- Амалия (1528 – 1589), омъжена 1540 г. за граф Христоф II фон Мансфелд-Мителорт (1520 – 1591)
- Вилхелм Хайнрих (1529 – 1545)
- Гюнтер Вилхелм (1530 – 1545)
- Анна Мария (1538 – 1573), омъжена I. на 8 октомври 1554 г. за граф Самуел фон Валдек-Вилдунген (1528 – 1570), II. 1570 г. Гьоберт Рабен, Калбскопф